# Hebeloma vaccinum
Hebeloma vaccinum là một loài nấm ở Hymenogastraceae.